# Rubrobacter xylanophilus
Rubrobacter xylanophilus es una especie de  bacteria grampositiva del género Rubrobacter. Fue descrita en el año 1996. Su etimología hace referencia a amante del xilano. Es aerobia e inmóvil. Tiene un tamaño de 0,9-1 μm de ancho por 1-3 μm de largo. Forma colonias circulares, convexas, lisas, opacas y de color rosa claro tras 7 días de incubación. Temperatura de crecimiento entre 40-70 °C, óptima de 60 °C. Catalasa y oxidasa positivas. Tiene un genoma de 3 Mpb y un contenido de G+C de 67,6%. Se ha aislado en residuos contaminados térmicos en el Reino Unido.